# Boards of Canada
Pour les articles homonymes, voir BOC.
 (avril 2013).
Si vous disposez d'ouvrages ou d'articles de référence ou si vous connaissez des sites web de qualité traitant du thème abordé ici, merci de compléter l'article en donnant les références utiles à sa vérifiabilité et en les liant à la section « Notes et références ».
Boards of Canada (parfois surnommé BoC) est un duo écossais de musique électronique composé des frères Michael Sandison (né le 14 juillet 1971) et Marcus Eoin (né le 27 mai 1973). Ils ont réalisé plusieurs albums, les plus notables étant Twoism (1995), Music Has the Right to Children (1998), Geogaddi (2002), The Campfire Headphase, sorti le 17 octobre 2005 avec peu de publicité et de rares interviews, et Tomorrow's Harvest, sorti en 2013. Le duo a enregistré quelques œuvres peu connues sous le nom de Hell Interface.

## Débuts
Boards of Canada est actif depuis le milieu des années 1980. Le duo sort plusieurs albums sur cassette audio entre 1987 et 1995, sur son label Music70, de façon confidentielle. En 1996, Boards of Canada publie Boc Maxima, une sortie semi-privée ; cet album contient plusieurs pistes qui se retrouvent par la suite dans Music Has the Right to Children.

## Style
La musique de Boards of Canada, très atmosphérique et presque entièrement instrumentale, peut être rapprochée de celle de Massive Attack, Alpha ou encore Brian Eno. Leur son, qui rappelle le style post-rock de Mogwai ou The Album Leaf, renvoie également aux sonorités des années 1970 et 1980. Il évoque la chaleur, les craquements, et les sons artificiels de la télévision des années 1970. Les membres du groupe admettent aussi s'être inspirés des documentaires d'histoire naturelle de l'Office national du film du Canada (d'où ils tirent leur nom). Boards of Canada est aujourd’hui considéré comme l'un des précurseurs du courant hantologie, notamment par des pièces comme Gyroscope et Kid for Today. Chaque album est l'objet d'un travail approfondi sur les sons : The Campfire Headphase a par exemple nécessité six mois de post-production.
Les morceaux du duo écossais s'inspirent également de l'approche scientifique et des mathématiques, par exemple du rayonnement de Planck, ou de la structure du nombre d'or, ainsi qu'en témoignent certains morceaux de Geogaddi. La durée de cet album est d'ailleurs de 66 min 06 s (soixante six minutes et six secondes, référence au nombre "666"), et il y a au moins une référence appuyée aux davidiens, à David Koresh et à sa secte de Waco dans le morceau 1969, tout comme dans l'album In a Beautiful Place Out in the Country. En résonance, il faut souligner la date de sortie du mini album Trans Canada Highway, le 6 juin 2006 (06/06/06) dont les initiales sont les mêmes que le précédent album The Campfire Headphase, TCH.

## Discographie

### Albums Studios
- 1998 : Music Has The Right To Children
- 2002 : Geogaddi
- 2005 : The Campfire Headphase
- 2013 : Tomorrow's Harvest